# Sami David David
Sami Gabriel David David (Acapetahua, Chiapas, México. 5 de abril de 1950) es un político mexicano con una larga carrera legislativa, experiencia de gobierno.

## Historia
Sami David es licenciado en ciencias políticas y administración pública por la Universidad Nacional Autónoma de México (UNAM), miembro del Colegio Nacional de Ciencias Políticas, de la Fundación UNAM y del Instituto Nacional de Administración Pública (INAP) de donde fue Premio Nacional de Administración Pública en 1978.
Inició su carrera política como miembro del Partido Revolucionario Institucional (PRI) integrando diversos posiciones de dirigencia en el estado de Chiapas y México. 
Fue diputado federal y senador de la República integrante de la LII, LIV, LVI , LVII , LIX, LXI legislaturas representando al Estado de Chiapas en el H. Congreso de la Unión. Asimismo fue diputado al Congreso del Estado de Chiapas en la LXIII legislatura. En el ámbito nacional fue Presidente de la Cámara de Diputados y de los Senadores . También , Presidente del Congreso Chiapaneco.
Como servidor público fue colaborador del destacado político y maestro Enrique Olivares Santana en el Senado Mexicano, en Banobras y en la Secretaria de Gobernación en donde llegó a ocupar la Dirección General de Investigaciones Políticas y Sociales.
Fue también director general del Fideicomiso Conacal de caminos rurales en la SCT y presidio en Chiapas la Comisión de Proyectos Estratégicos . Corpes.
Fue director general del Centro de Estudios de Derecho e Investigaciones Parlamentarias (CEDIP) de la Cámara de Diputados.